# Chapelle Notre-Dame de Pouey-Laün
Pour les articles homonymes, voir chapelle Notre-Dame.
La chapelle Notre-Dame de Pouey-Laün est située à Arrens-Marsous, en Bigorre dans le département des Hautes-Pyrénées et la région Occitanie associant deux villages, Arrens et Marsous.
La chapelle Notre-Dame de Pouey-Laün, nommée également capèra daurada ou « chapelle dorée », se trouve sur l'un des chemins de Compostelle, la via Tolosane, qui passe par le col du Somport, et sur le GR10.

## Fondation
Les premières mentions de la chapelle datent des années 1549-1550.

## Évolution du bâtiment
- XIIe siècle

Un oratoire est fondé sur le lieu d'une apparition de la Vierge
- XVIIe siècle

En 1660, un séisme détruit partiellement l'oratoire.
- XVIIIe siècle

Situé sur la via Tolosane des chemins de Compostelle, l'oratoire est transformé en une église en 1717, du fait de l'affluence des pèlerins de plus en plus nombreux. Pendant la Révolution, l'édifice est utilisé comme caserne, puis vendu comme bien national en 1795.
L'église est rouverte en 1808, à la suite de l’intervention d’Hortense de Beauharnais auprès de l’Empereur pour célébrer une messe anniversaire le 5 mai, en mémoire de son fils aîné décédé, Napoléon Louis Charles Bonaparte.
C’est l’évêque de Tarbes, Mgr Laurence, qui entreprit la restauration et confia la gestion aux pères de Garaison, comme à Héas.
- XIXe siècle

Entre 1812 et 1813 au cours de la Guerre d'Espagne qui opposa la France et l'Espagne, le sanctuaire se transforme à nouveau en caserne. En 1856, les Pères de Notre-Dame-de-Garaison ouvrent un collège qui donna au diocèse une cinquantaine de prêtres.
- XXe siècle

Un sanatorium est ouvert après la guerre de 1914-1918 dans les locaux de l’ancien noviciat des Missionnaires de l’Immaculée Conception (Pères de Notre-Dame-de-Garaison) puis transformé en 1973, en institut médical.

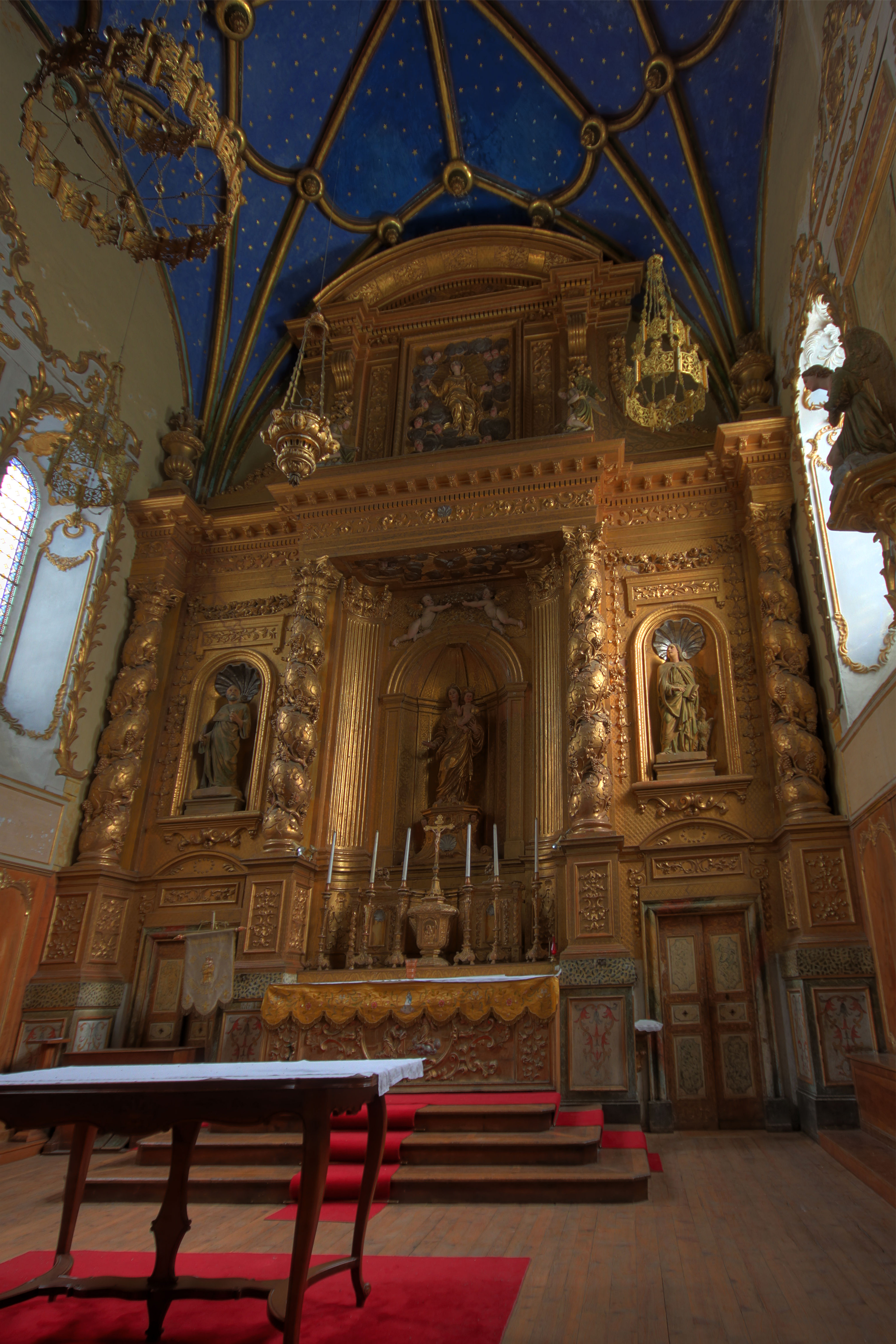
Retable attribué à Marc Ferrère
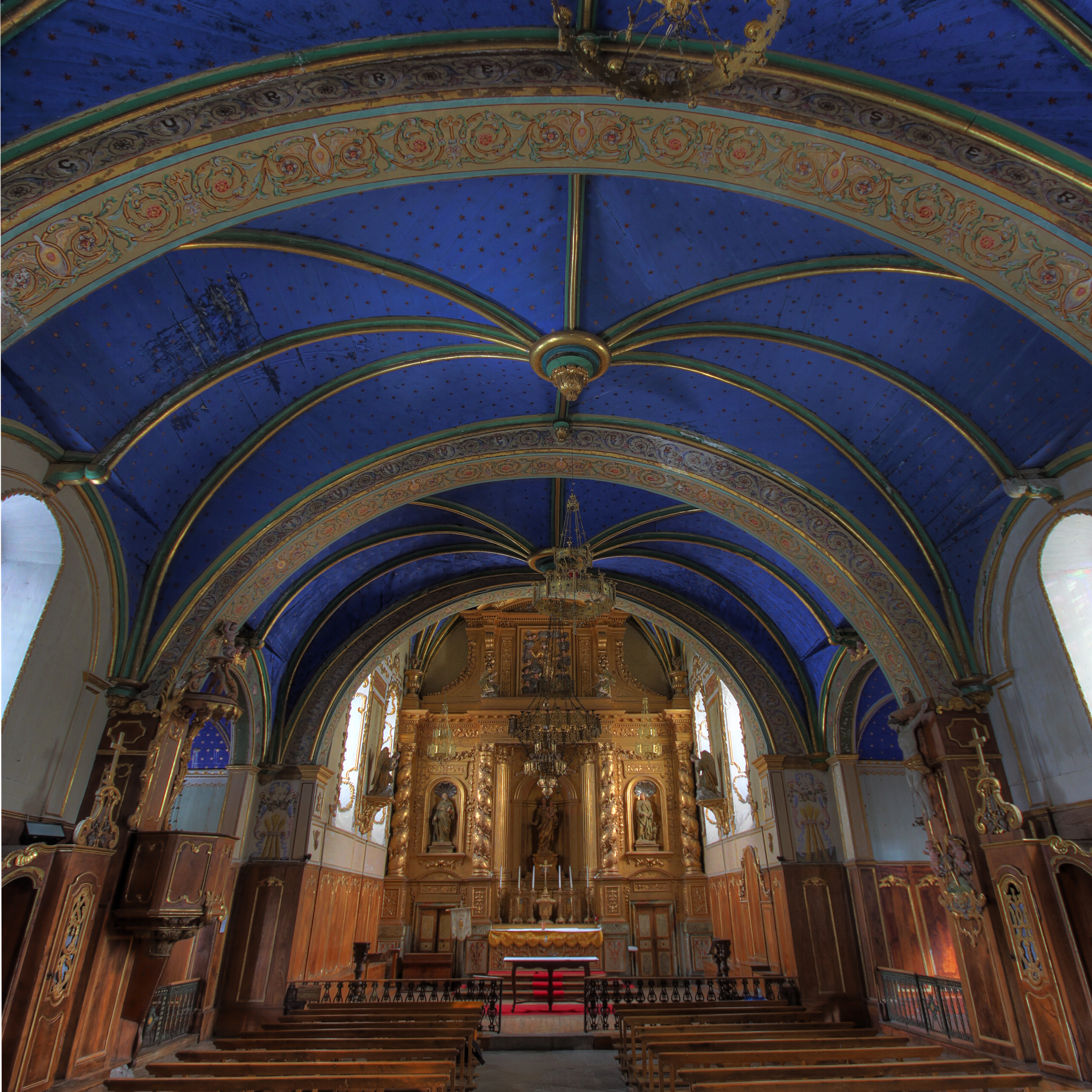
La nef et le chœur
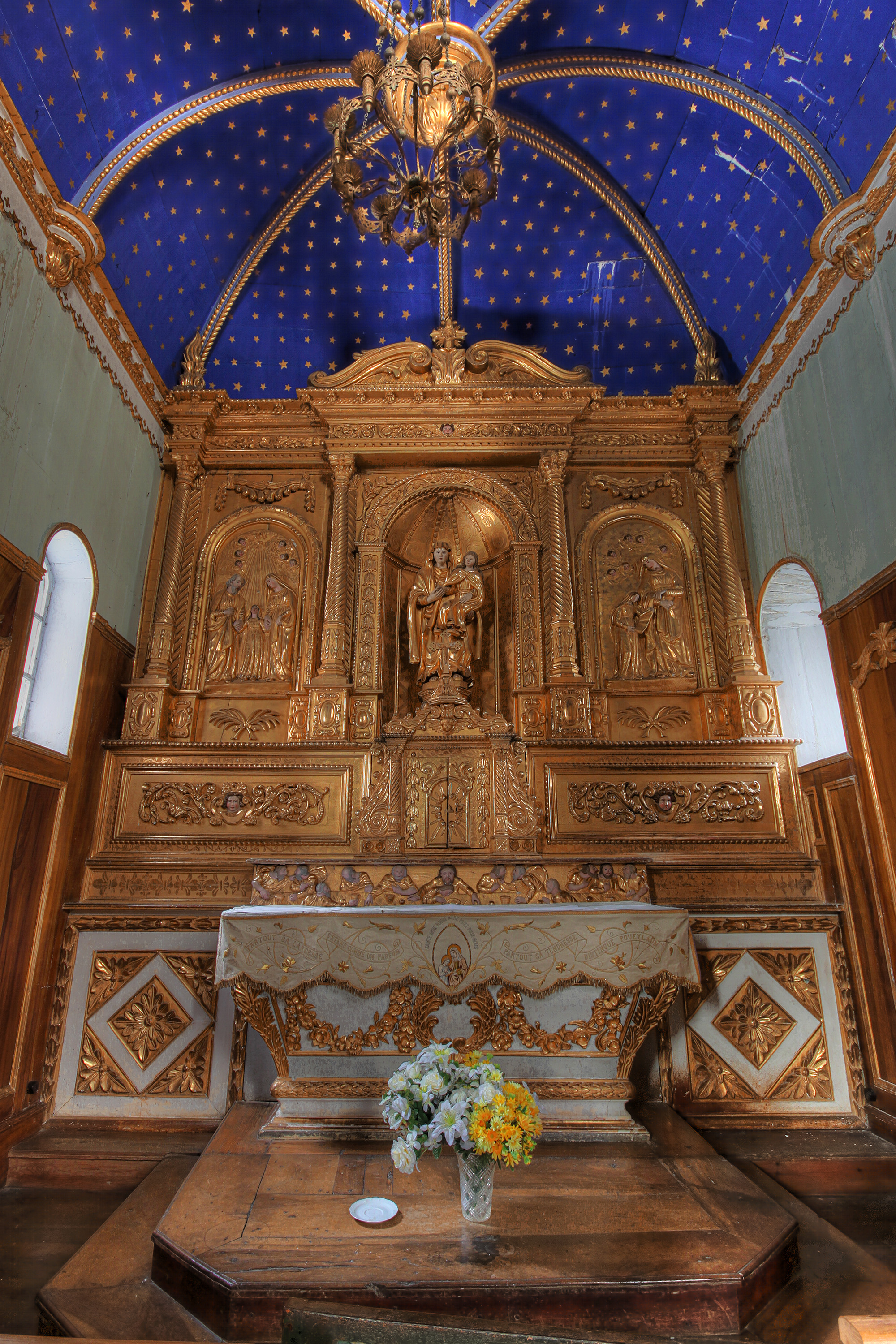
La chapelle latérale dédiée à Sainte-Anne

## Classement
La chapelle de Pouey-Laün est classée monument historique, le 11 septembre 1954.